# П'єтроаса (комуна, Біхор)
П'єтроаса (рум. Pietroasa) — комуна у повіті Біхор в Румунії. До складу комуни входять такі села (дані про населення за 2002 рік):
- Гурань (693 особи)
- Джулешть (166 осіб)
- Кочуба-Міке (470 осіб)
- Кішкеу (761 особа)
- Мегура (338 осіб)
- Моцешть (116 осіб)
- П'єтроаса (914 осіб) — адміністративний центр комуни

Комуна розташована на відстані 365 км на північний захід від Бухареста, 72 км на південний схід від Ораді, 82 км на захід від Клуж-Напоки, 137 км на північний схід від Тімішоари.

## Населення
За даними перепису населення 2002 року у комуні проживали 3458 осіб.
Національний склад населення комуни:
| Національність | Кількість осіб | Відсоток |
| -------------- | -------------- | -------- |
| румуни         | 3267           | 94,5%    |
| цигани         | 187            | 5,4%     |
| угорці         | 3              | 0,1%     |

Рідною мовою назвали:
| Мова      | Кількість осіб | Відсоток |
| --------- | -------------- | -------- |
| румунська | 3266           | 94,4%    |
| циганська | 187            | 5,4%     |
| угорська  | 3              | 0,1%     |
| німецька  | 1              | < 0,1%   |
| словацька | 1              | < 0,1%   |

Склад населення комуни за віросповіданням:
| Релігія       | Кількість осіб | Відсоток |
| ------------- | -------------- | -------- |
| православні   | 3152           | 91,2%    |
| п'ятдесятники | 180            | 5,2%     |
| баптисти      | 101            | 2,9%     |
| адвентисти    | 9              | 0,3%     |
| бретрени      | 5              | 0,1%     |
| унітарії      | 2              | 0,1%     |
| римо-католики | 1              | < 0,1%   |

## Зовнішні посилання
- Дані про комуну П'єтроаса на сайті Ghidul Primăriilor [Архівовано 5 лютого 2009 у Wayback Machine.]